# Benthofascis sarcinula
Benthofascis sarcinula is een slakkensoort uit de familie van de Conorbidae. De wetenschappelijke naam van de soort is voor het eerst geldig gepubliceerd in 1905 door Hedley.